# Ethyleendiamine
Ethyleendiamine is een organische verbinding, met als brutoformule C2H8N2. Het is een ontvlambare en corrosieve kleurloze vloeistof (in onzuivere toestand geel), met een doordringende ammoniakgeur. De stof wordt in de chemische sector veel aangewend bij organische synthese.

## Synthese
Ethyleendiamine wordt bereid door ammoniak te laten reageren met 1,2-dichloorethaan:
{\displaystyle {\ce {C2H4Cl2 + 4NH3 -> C2H8N2 + 2NH4Cl}}}

## Toepassingen

### Industriële toepassingen
Ethyleendiamine wordt op grote schaal gebruikt in de productie van een groot aantal industriële chemicaliën, waaronder carbonzuren, nitrilen, alcoholen, aldehyden en ketonen. De meest bekende derivaten van ethyleendiamine zijn EDTA en hydroxyethylethyleendiamine.

### Toepassingen in de agrochemie en geneesmiddelenindustrie
Heel wat biologische stoffen bevatten ethyleendiamine, waaronder aminofylline en een aantal fungiciden, die imidazolines bevatten. In de farmaceutische industrie wordt de stof gebruikt voor de aanmaak van een aantal antihistaminica.

### Polymerisatie
Ethyleendiamine is een bifunctionele verbinding door de aanwezigheid van twee aminogroepen. Hiervan wordt handig gebruikgemaakt in de polyesterindustrie. Het kent ook heel wat toepassingen in de productie van polyurethaanvezels en weekmakers.

## Toxicologie en veiligheid
De stof ontleedt bij verbranding met vorming van giftige dampen (stikstofoxides). De stof is een matig sterke base en reageert hevig met gechloreerde organische verbindingen, sterk oxiderende stoffen en zuren. Ethyleendiamine is ook gevaarlijk wanneer het in aquatische milieus wordt gebracht en kan bijgevolg veel schade aan het milieu toebrengen.

## Opslag
Ethyleendiamine moet brandveilig en droog worden opgeslagen, gescheiden van sterk oxiderende stoffen, zuren, gechloreerde organische verbindingen, voeding en voedingsmiddelen.